# Miętus pospolity
Miętus pospolity, miętus (Lota lota) – gatunek słodkowodnej ryby z rzędu dorszokształtnych (Gadiformes). Jest jedynym przedstawicielem rodzaju Lota. Poławiany dla mięsa, spotykany w akwariach publicznych.

## Występowanie
Występuje w północnej i środkowej Europie na wschód od wschodniej Anglii, środkowej Francji oraz na północ od dorzecza rzeki Pad oraz w północnej Azji i Ameryce Północnej. Ma wysokie wymagania tlenowe i jest wrażliwy na zanieczyszczenia wody.
Żyje głównie w rzekach z czystą i szybko płynącą wodą oraz żwirowatym dnem. Ryba dociera również do górskich potoków. Występuje również w zbiornikach zaporowych. Wchodzi do wód słonych. Żyje przy dnie, ukryty przed dziennym światłem w różnych kryjówkach.

## Opis
Długość przeciętnie do 60 cm (maksymalnie 120 cm), przeciętna masa do 2 kg (maksymalnie ponad 2,5 kg). Rekordowy osobnik złowiony w Polsce w 2013 roku ważył 4,06 kg. Ciało ma kształt walcowaty, w dotyku bardzo miękkie, w przekroju owalne, nieco spłaszczone grzbieto-brzusznie w przedniej części i lekko ścieśnione bocznie w tylnej. Łuski drobne, okrągławe, ukryte głęboko w skórze. Są dwie płetwy grzbietowe, z których pierwsza jest krótka i ma zaokrągloną krawędź górną. Druga jest bardzo długa i sięga do górnej części nasady płetwy ogonowej. Płetwa ogonowa zaokrąglona, dotyka dolną krawędzią do długiej płetwy odbytowej. Drugi promień płetw piersiowych dużo dłuższy od pozostałych. Charakterystyczną cechą jest pojedynczy wąs na środku brody oraz ustawienie płetw brzusznych przed piersiowymi. Głowa jest mocno spłaszczona, przypomina wyglądem głowę żaby. Na górnej części, pośrodku pyska, znajduje się jedna para bardzo krótkich wąsików.
Ubarwienie brązowawe, brązowoszare lub żółte, z ciemnym, marmurkowatym deseniem. Brzuch biały lub szarobiały. Młode osobniki są bardzo ciemne.

## Odżywianie
Aktywny zimą przy temp 0–3 °C. Młode żywią się skorupiakami, robakami i larwami owadów. Dorosłe zjadają ryby, raki i żaby.

## Rozród
Miętus jest rybą zimnolubną. Tarło odbywa w XII i I, w wodzie o temperaturze 2–4 °C na piaszczystych płyciznach w silnym nurcie, często w dużych stadach. W zależności od masy może złożyć od 10 tys. do 3 mln jaj. Jaja zaopatrzone są w krople tłuszczu, dzięki której unoszą się w toni do momentu, aż nie przykleją się do podłoża.

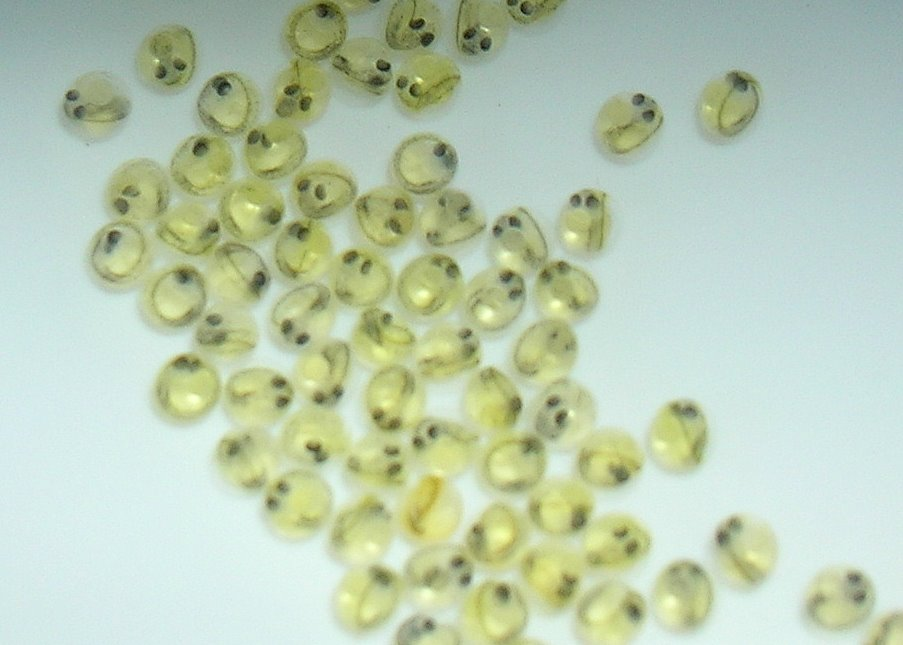
Ikra miętusa
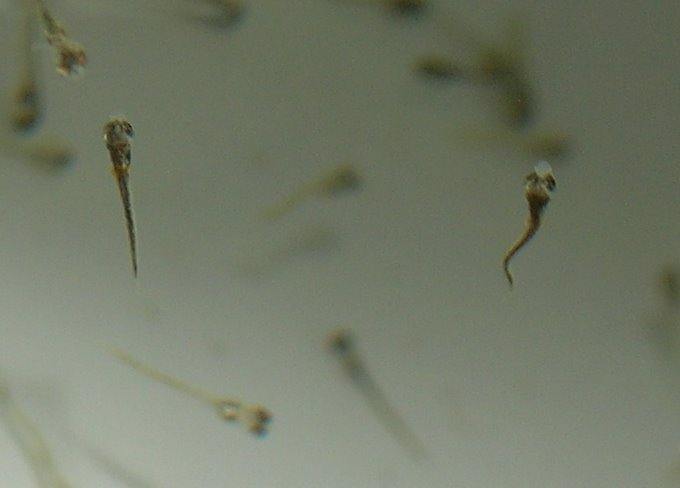
Larwy miętusa przed stadium narybku

## Ochrona
W Polsce obowiązują następujące zasady ochrony gatunku:
| Wymiar ochronny | 30 cm                     | Rzeka Odra od ujścia rzeki Warty, do granicy z wodami morskimi |
| Wymiar ochronny | 25 cm                     | Pozostałe wody                                                 |
| Okres ochronny  | 1 grudnia do końca lutego | 1 grudnia do końca lutego                                      |
| Limit połowowy  | 5 kg na dobę              | 5 kg na dobę                                                   |